# Song X
| Recensione | Giudizio |
| ---------- | -------- |
| AllMusic   | [ 2 ]    |

Song X è un album in studio collaborativo degli artisti jazz statunitensi Pat Metheny e Ornette Coleman, pubblicato nel 1986 dalla Geffen Records.

## Tracce

### LP
Lato A
1. Song X – 5:36 (Ornette Coleman)
2. Mob Job – 4:07 (Ornette Coleman)
3. Endangered Species – 13:15 (Ornette Coleman, Pat Metheny)

Lato B
1. Video Games – 5:17 (Ornette Coleman)
2. Kathelin Gray – 4:13 (Ornette Coleman, Pat Metheny)
3. Trigonometry – 5:08 (Ornette Coleman, Pat Metheny)
4. Song X Duo – 3:10 (Ornette Coleman, Pat Metheny)
5. Long Time No See – 7:39 (Ornette Coleman)

## Formazione
- Pat Metheny - chitarra, chitarra synth
- Ornette Coleman - sassofono alto, violino (brano: Mob Job)
- Charlie Haden - contrabbasso
- Jack DeJohnette - batteria
- Denardo Coleman - batteria, percussioni

Note aggiuntive
- Pat Metheny - produttore
- David Oakes e Niki Gatos - assistenti alla produzione
- Registrazioni effettuate il 12-14 dicembre 1985 al The Power Station di New York City, New York (Stati Uniti)
- Jan Erik Kongshaug - ingegnere delle registrazioni e del mixaggio
- Rob Eaton - ingegnere del mixaggio
- Jon Goldberger - assistente ingegnere delle registrazioni
- Mastering effettuato da Bob Ludwig al Masterdisk, New York City
- Norman Moore - design copertina album
- David A. Cantor - fotografie copertina album[3]